# پنجره

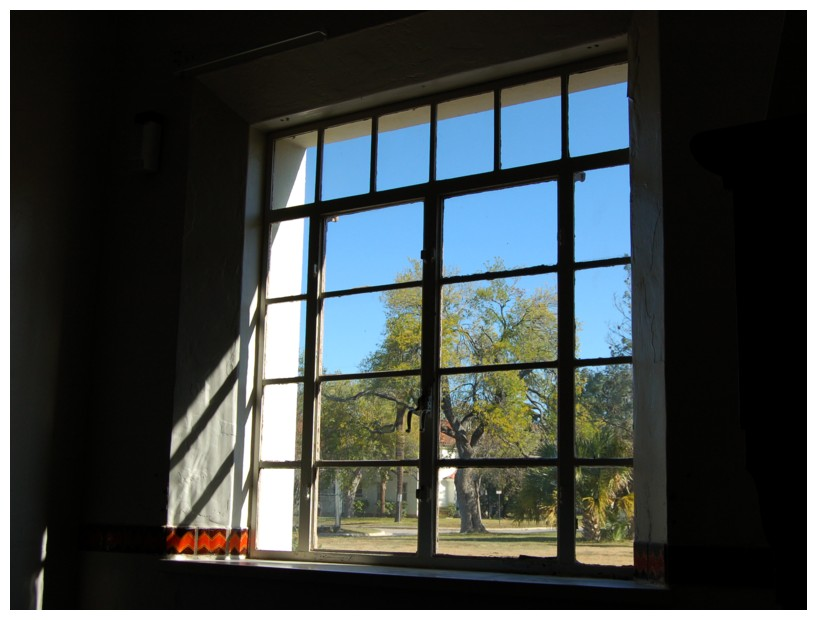
پنجره معمولی

پَنجَره ورودی ای در دیوار، در یا وسیله نقلیه است که برای عبور نور و اگر بسته نباشد یا آببندی نباشد برای عبور هوا و صدا ساخته شده. پنجره‌ها معمولاً دارای شیشه‌های شفاف یا مات هستند و به وسیله فریم (چهارچوب) در محل خود قرار می‌گیرند. بسیاری از پنجره‌های شیشه دار برای تهویه باز نگه داشته می‌شوند و بسیاری نیز برای جلوگیری از ورود آلودگی هوا یا آلودگی صوتی بسته نگه داشته می‌شوند. پنجره‌ها معمولاً توسط قفل یا دستگیره یا چیزی شبیه آن بسته نگه داشته می‌شوند.
از گذشته تا به امروز دیگر پنجره‌ها فقط منفذی جهت عبور نور یا ورود هوا نیستند بلکه یکی از عوامل زیبایی در هنر معماری و ساخت و ساز محسوب می‌شوند.

## واژه
پنجره از واژه پنج بعلاوه دری بمعنای پنج  ضلعی گرفته شده چون پنجره های قدیم و شیشه های خانه شکل پنج ضلعی داشته و جملاتی که در پائین می آید خیالاتی بیش نیست .
پنجره= از دو واژهٔ «پن (بستن) + جره (دارای قرینه) درست شده است.
به این مثالها جهت آشنایی با ریشهٔ «پن» توجه کنید:
پنام= پن (بستن) +آم (دهان)= دهان بند
پنافتن= مسدودشدن
پنیر= پن (بستن) + شیر= شیربسته شده
پینه= پنه، بسته شده، پینه بستن
بند= دراصل «پنت» بوده و برای راحت چرخیدن در زبان به شکل «بند» درآمده است، وسیلهٔ بستن.

## گونه‌های پنجره

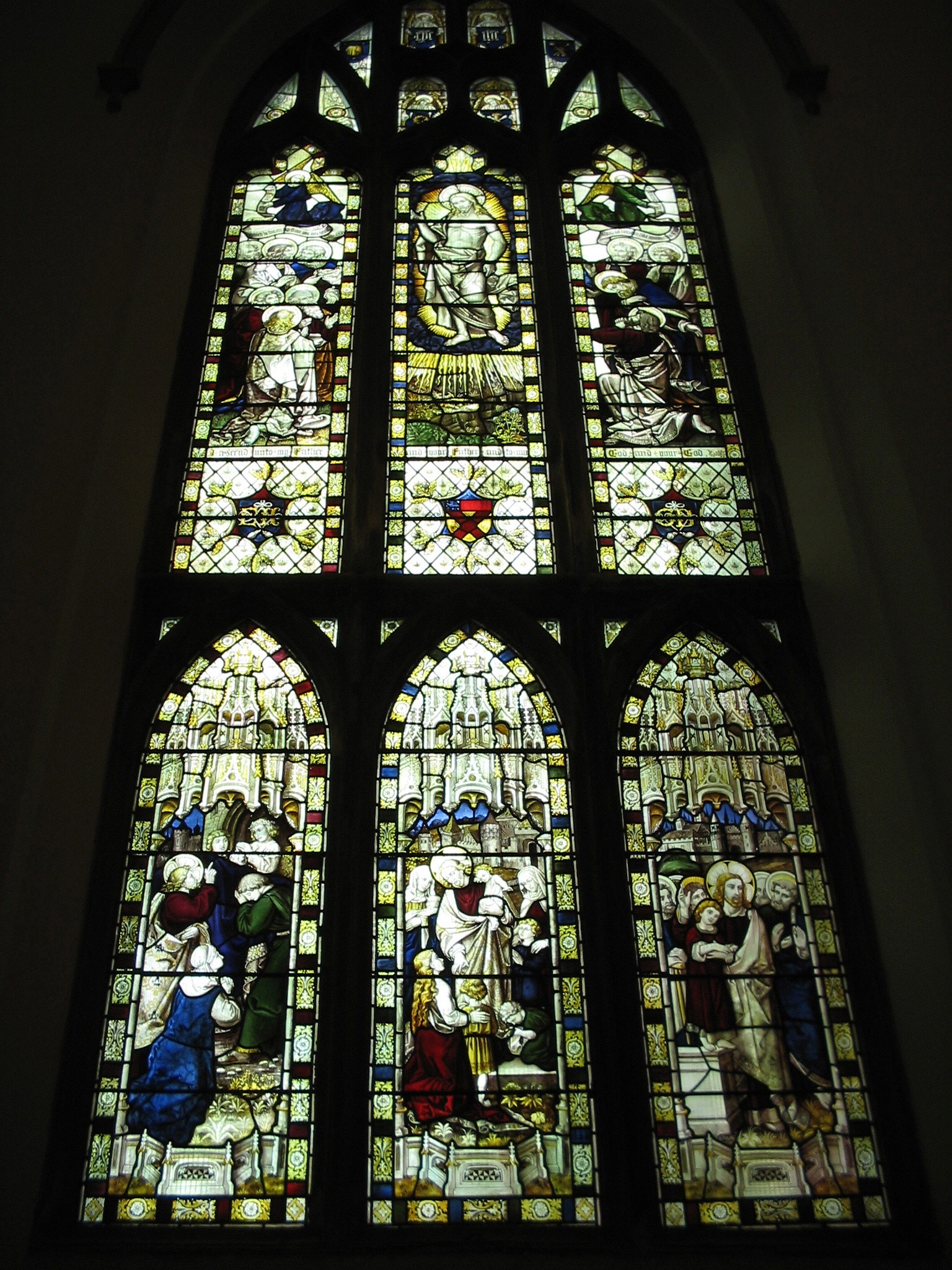
پنجره با شیشه رنگی

پنجره‌ها از نظر باز شو به گونه‌های مختلفی موجود می‌باشند:
لولایی می‌توان گفت یکی از بیشترین کاربردها را در خانه‌ها دارد. این پنجره‌ها دارای یک یا چند قسمت فیکس (ثابت) و در کنار آن یک یا چند قسمت بازشو می‌باشند که قسمت بازشو به وسیلهٔ لولا باز و بسته می‌گردد.

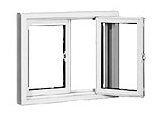
پنجره لولایی

کشویی این پنجره‌ها به دلیل جاگیری کمتر فضای خانه در هنگام باز شدن دارای کاربرد فراوان می‌باشند. در این پنجره نیز ممکن است چند لنگه بازشو در کنار چند لنگه ثابت قرار گیرند که لنگه‌های بازشو بر روی ریلی به سمت چپ یا راست حرکت می‌کنند.
پنجره دوجداره ثابت فیکس استاروین پنجره ای است که همان‌طور که نام آن مشخص است قابلیت بازشو ندارد و در محل‌های قابل استفاده است که نیازی به بازشو برای ورود و خروج هوا و نظافت نداشته و صرفاً جهت تعبیه نور مناسب مکان استفاده می‌شود.
انواع پنجره در معماری (سبک یا استایل پنجره) :
پنجره‌ها در سبک‌های مختلفی ساخته می‌شوند. سبک‌های مختلف ممکن است برای اتاق‌های خاص بهتر عمل کنند و حتی ممکن است بعضی از سبک‌ها در کنار هم استفاده شوند.
سبک‌ها عبارتند از:
- پنجره‌های دارای دو لنگه (double hung windows) :

پنجره‌های سنتی که دارای دو لنگه هستند، لولاها معمولاً در کنار قرار گرفته و لنگه بازشو پنجره بصورت عمودی باز می‌شود. می‌توان گفت این پنجره‌ها معمولی‌ترین و ساده‌ترین پنجره‌هایی هستند که هر برای اتاقی می‌تواند مناسب باشند.
- پنجره‌های کشویی (sliding windows) :

پنجره‌های کشویی، نوع مدرن تری از پنجره‌ها هستند که دارای دو یا سه قسمت هستند. در نوع رایج آن‌ها، برای باز کردن/بستن پنجره، لنگه‌های بازشو به سمت چپ یا راست کشیده می‌شوند تا پنجره بصورت کشویی باز شود.
- پنجره Casements

پنجره لولایی / پنجره کیسمنت (Casement windows):
پنجره Casement در واقع همان پنجره لولایی است. این نوع پنجره سنتی می‌تواند جهت حرکت پنجره می‌تواند به سمت بیرون یا بالا و پایین باشد. پنجره ممکن است دارای یک یا دو لنگه باشد. در این نوع پنجره یک یا دو لنگه بصورت مشترک در یک قاب (فریم پنجره) نصب می‌شوند و بوسیله لولا بسمت بیرون باز می‌شوند.
پنجره بازشوی لولایی تک حالته از یک سمت و بوسیله یک یا چند لولا به قاب پنجره متصل شده است.
در پنجره‌های تک حالته (پنجره Casement) اگر لولاها در بالا قرار بگیرند، به آن پنجره سایبانی (Awning Window) و اگر لولاها در پایین نصب شده باشند به آن Hopper Window (پنجره جهشی) می‌گویند. این پنجره‌ها اغلب زیر پنجره‌های ثابت بزرگتر قرار می‌گیرد تا امکان تهویه فراهم شود. معمولاً این قبیل از پنجره‌ها تا درجه خاصی برای تهویه هوا باز می‌شوند. همین امر باعث شده تا اغلب بعنوان پنجره‌های حمام یا سرویس‌های بهداشتی مورد استفاده قرار گیرند. یکی دیگر از کاربردهای این نوع پنجره در طبقات زیر همکف است که پنجره در ارتفاع بالا قرار می‌گیرد.
- انواع پنجره‌های ثابت (Picture windows) :

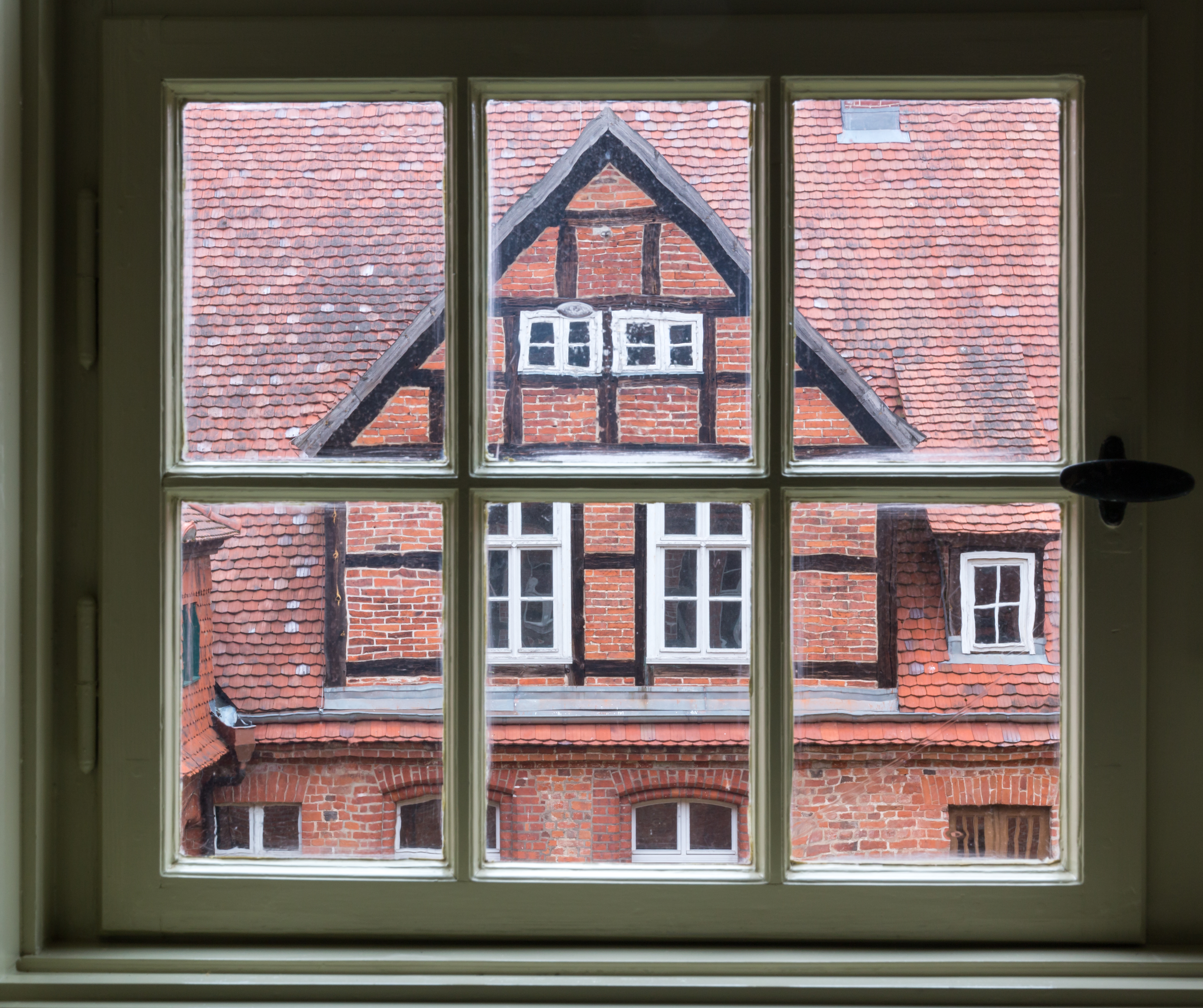
نگاره‌ای از پنجره‌های صومعهٔ هایلیگنگرابه در شهر هایلیگنگرابه، آلمان.

پنجره‌های ثابت حداکثر دید و نور طبیعی را فراهم می‌کنند. هرچند با انتخاب این پنجره‌ها فقط یک شیشه ثابت دارید که باز نمی‌شوند و کمکی به تهویه ساختمان نمی‌کند، ولی به شما کمک می‌کنند تا با پرداخت هزینه کمتری (نسبت به نصب انواع پنجره‌های بازشو) از نور طبیعی بیشترین بهره را ببرید.
همیشه پنجره‌های ثابت به شکل مربع یا مستطیل نیستند، گاهی برای ایجاد یک سبک معماری خاص از پنجره‌های گرد (Round Circle Windows) استفاده می‌کنند.
نوعی دیگر از پنجره‌های ثابت، پنجره‌های سر درب (Transom Windows) هستند. همان‌طور که از نامشان پیداست؛ پنجره‌های سر درب پنجره‌های تزئینی هستند که در بالای درها یا سایر پنجره‌ها در خانه‌های مجلل نصب شده‌اند. آنها معمولاً به شکل نیم دایره هستند، اما می‌توانند مربع یا مستطیل نیز باشند.
- پنجره کمانی (Arched Windows):

پنجره‌های کمانی دارای قاب‌های گرد هستند که یک معماری خاص را برای شما به ارمغان می‌آورند. معمولاً پنجره‌های قوسی به صورت ثابت و در بالای درب یا پنجره ای که قابلیت باز شدن دارد نصب می‌شود.
- پنجره قوس دار (Bow windows) :

پنجره‌های قوس دار بصورت منحنی و با شیشه‌های قوس دار ساخته می‌شوند. معمولاً چهار پنجره یا بیشتر ایجاد می‌کنند. در واقع یک منحنی یا نیم دایره از دیوار مسطح بیرون زده است و روی محیط آن پنجره‌ها قرار گرفته‌اند. پنجره‌ها می‌توانند ثابت یا قابل استفاده باشند. هر یک از آن‌ها می‌توانند به بیرون باز شوند.
از آنجایی که پنجره قوس دار با شیشه خم نصب می‌شود، گاهی به آن پنجره خم نیز گفته می‌شود. این نوع پنجره‌ها دید وسیعی به بیرون ایجاد می‌کند و فضای خانه را بزرگتر نشان می‌دهد.
پنجره قوس دار (Bow windows) از افق دارای قوس می‌باشد و برخلاف پنجره خلیجی این قوس با انحنای کامل ایجاد می‌شود.
- پنجره خلیجی (Bay Window) :

در پنجره خلیجی (یا Bay Window) ترکیبی از پنجره‌های ثابت و بازشو تحت زوایای مشخص در کنار هم قرار میگرند و معمولاً یک قوس چند ضلعی شیشه ای را شکل می‌دهند. پنجره (یا پنجره‌های) میانی به‌طور معمول ثابت است و پنجره‌های کناری قابل استفاده است.
اگر به دنبال منظره ای چشمگیر هستید، پنجره‌های خلیجی انتخاب خوبی است. این نوع پنجره‌ها دید وسیعی به بیرون ایجاد می‌کنند و فضای خانه را بزرگتر جلوه می‌دهند. به همین دلیل می‌توان گفت برای قسمت پذیرایی خانه انتخاب مناسبی است.
از آن جایی که در پنجره‌های خلیجی از شیشه‌های ساده استفاده می‌شود (نیازی به شیشه قوس دار نیست)، ساخت و پیاده‌سازی آن نسبت به پنجره کمانی هزینه مقرون به صرفه تری دارد.
- پنجره باغی (Garden Windows) :

در ساده‌ترین توصیف برای این پنجره‌ها می‌توان گفت: پنجره باغ یک طاقچه شیشه ای کوچک است که از دیوارهای شما به سمت خارج ساخته شده و یک باغچه کوچک شیشه ای را برایتان به ارمغان آورده است.
پنجره‌های باغچه (یا همان پنجره باغ) اغلب در آشپزخانه‌ها پیاده‌سازی می‌شوند و بصورت یک باکس شیشه ای از خانه بیرون می‌آیند تا بتوانند از هر چهار طرف آفتاب مناسبی را برای پرورش گیاهان یا ادویه‌ها فراهم کنند.
- پنجره با بلوک‌های شیشه ای (Glass Block Windows) :

نوعی از پنجره‌های ثابت هستند که از تعدادی از مکعب‌های شیشه ای (با شیشه‌های معمولاً مات شده یا طرح دار) تشکیل شده‌اند. معمولاً این نوع از پنجره‌ها برای فضاهای خصوصی که نباید دیدی به آن‌ها باشد مورد استفاده قرار می‌گیرند. اتاق خواب، حمام و زیرزمین از مکان‌هایی هستند که می‌توان نورشان را با پنجره بلوک شیشه ای (Glass Block Windows) تأمین نمود.
- پنجره‌های سقفی / نورگیر (Skylight Windows) :

نصب پنجره نورگیر بهترین راه حل برای افرادی است که می‌خواهند از نور طبیعی و زیبایی آسمان بیشترین بهره را ببرند. حتماً شما هم با خانه‌هایی مواجه شده‌اید که قسمتی از خانه را برای پرورش گل و گیاه در نظر گرفته‌اند و در سقف آن پنجره نورگیر نصب کرده‌اند. یا حتی اتاق خواب‌هایی که برای لذت بردن از زیبایی آسمان شب، قسمتی از سقف را پنجره نورگیر نصب نموده‌اند و حتی دریچه‌هایی برای باز و بسته نمودن آن در نظر گرفته‌اند.
- پنجره‌های محافظ طوفان (پنجره طوفان یا همان Storm Windows)

پنجره طوفان در واقع یک پنجره محاظ است که معمولاً در قسمت بیرونی قاب پنجره اصلی ساختمانی بعنوان یک سطح محافظ نصب می‌شوند. معمولاً در مناطقی که آب و هوای نامساعد دارند این پنجره‌ها نصب می‌شوند.

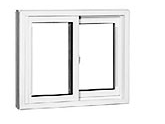
پنجره کشویی

## توری پنجره
پنجره‌ها دریچه ساختمان‌ها برای ورود نور و ایجاد گردش هوا در داخل خانه هستند. به منظور ایجاد جریان هوا و تهویه طبیعی محیط داخلی منزل یا محل کار بهترین راه باز گذاشتن درب و پنجره است. اما همیشه ورود حشرات (پشه و مگس) و حیوانات ما را آزار می‌دهد. ورود پشه‌ها و مگس‌ها به داخل خانه آرامش ما را سلب می‌کنند. جهت جلوگیری از ورود حشرات بهتر است روی درب و پنجره‌ها توری نصب کنیم.
با گرم شدن هوا و نزدیک شدن به فصل تابستان، ضرورت استفاده از توری پنجره‌ها بیش از هر زمان احساس می‌شود. امروزه توری پنجره الیت در قاب‌های آلومینیومی، یو پی وی سی، چوبی یا فلزی در انواع کشویی، پلیسه، ثابت و جمع شونده برای انواع درب و پنجره‌ها موجود می‌باشد.

## نگارخانه

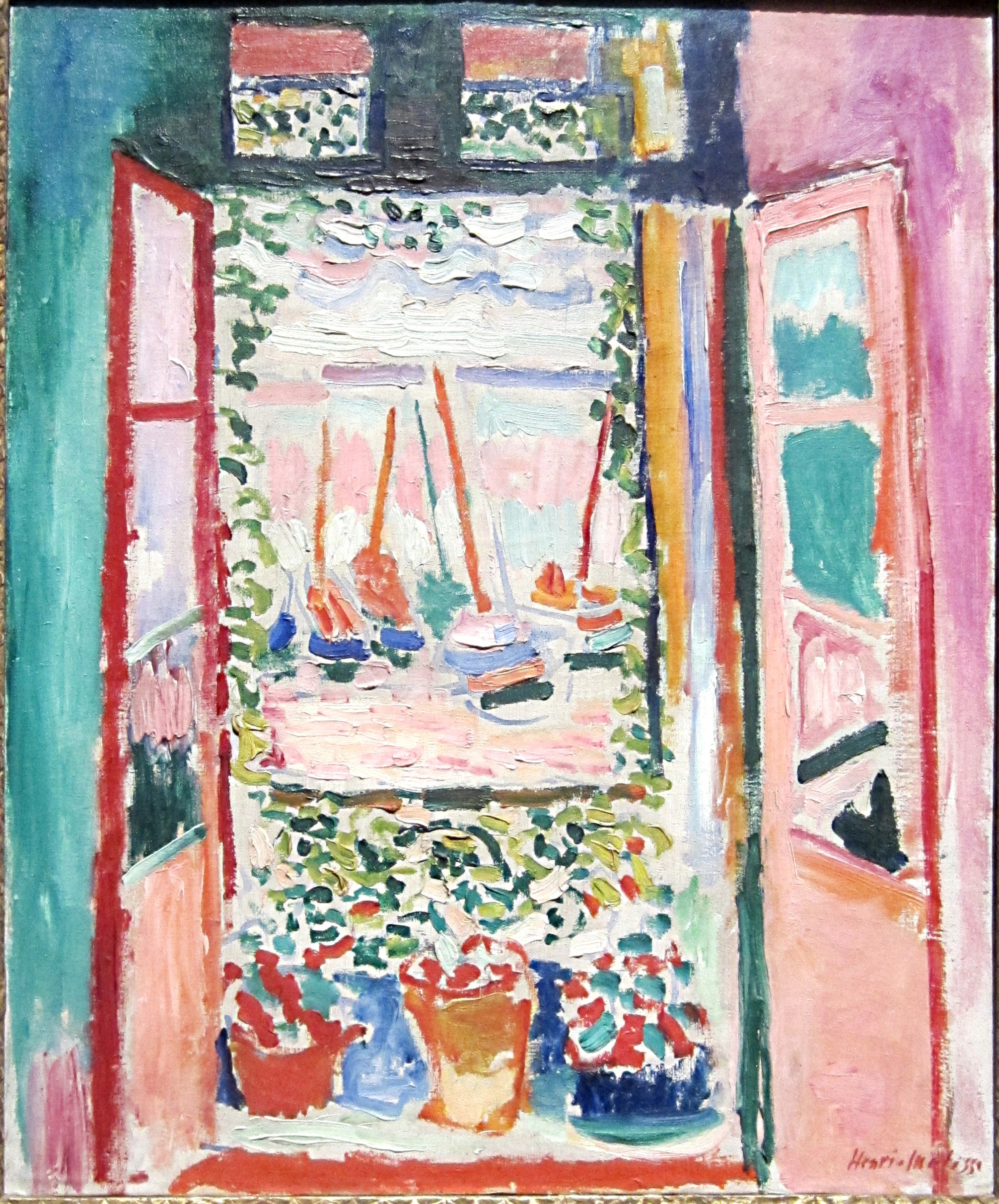
پنجره باز اثر ماتیس
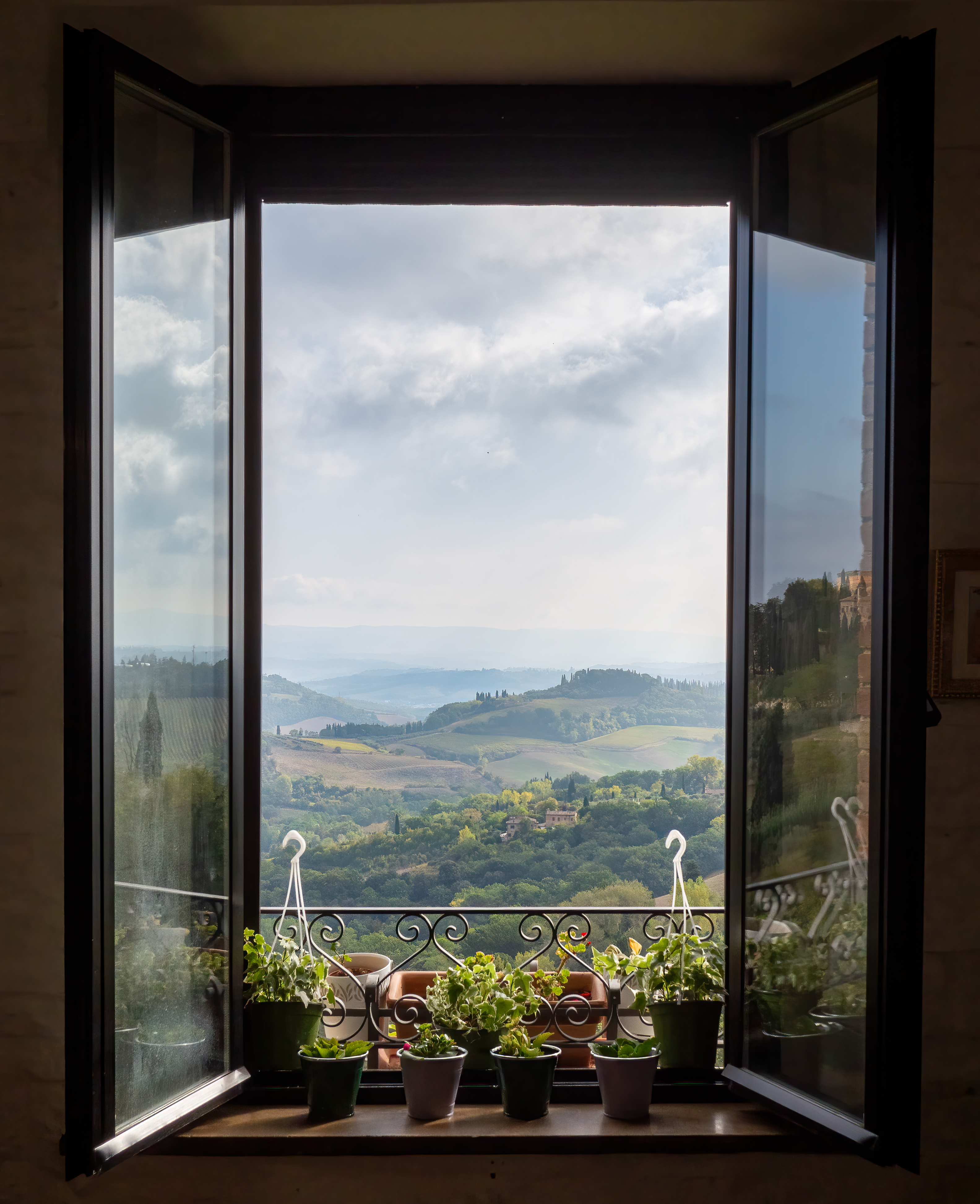